# Wajegaon
Wajegaon é uma vila no distrito de Nanded, no estado indiano de Maharashtra.

## Demografia
Segundo o censo de 2001, Wajegaon tinha uma população de 7668 habitantes. Os indivíduos do sexo masculino constituem 51% da população e os do sexo feminino 49%. Wajegaon tem uma taxa de literacia de 51%, inferior à média nacional de 59.5%: a literacia no sexo masculino é de 61% e no sexo feminino é de 41%. Em Wajegaon, 20% da população está abaixo dos 6 anos de idade.